# Noël Duval
Noël Duval (n. 24 de dezembro de 1929 - 12 de dezembro de 2018) foi um historiador, arqueólogo e epígrafo francês, especialista em antiguidade tardia.
Noël Duval foi membro da Escola francesa de Roma (EFR).

## Trabalhos e publicações
- Tese sobre Les églises africaines à deux absides, BEFAR, 2 vol., 1971 e 1973.